# 道の駅瀬戸しなの
道の駅瀬戸しなの（みちのえき せとしなの）は、愛知県瀬戸市品野町にある愛知県道210号中水野品野線の道の駅である。

## 概要
瀬戸焼の窯元直売所である品野陶磁器センターに隣接する場所に、2011年（平成23年）3月26日に開駅した。名称は2010年（平成22年）に公募した上で決定され、建物の外観は登り窯をイメージしている。2012年（平成24年）度は64万人の来場を記録した。

## 施設
- 駐車場（品野陶磁器センターと共用）
  - 大型車：12台
  - 普通車：57台
  - 身体障害者用：2台
  - 二輪車用あり
- トイレ（いずれも24時間利用可能）
  - 男：9器
  - 女：10器
  - 身障者用：1器
- 公衆電話
- 地域振興施設
  - 情報・観光案内コーナー
  - せとめし食堂（9：00 - 18：00）
  - 産直とれたて市場（9：00 - 18：00）

## 休館日
- 12月30日 - 1月4日（年末年始）

## アクセス
- 愛知県道210号中水野品野線 - 登録路線。
- 東海環状自動車道・せと品野インターチェンジから約3km。
- イベント等の開催がある場合は名鉄瀬戸線 尾張瀬戸駅から瀬戸市コミュニティバスが運行される。